# ديف جويلز
ديف جويلز (بالإنجليزية: Dave Goelz)‏ هو ممثل أمريكي، ولد في 16 يوليو 1946 بلوس أنجلوس في الولايات المتحدة.

## وصلات خارجية
- ديف جويلز على موقع IMDb (الإنجليزية)
- ديف جويلز على موقع ألو سيني (الفرنسية)
- ديف جويلز على موقع ميوزك برينز (الإنجليزية)
- ديف جويلز على موقع أول موفي (الإنجليزية)
- ديف جويلز على موقع قاعدة بيانات الأفلام السويدية (السويدية)
- ديف جويلز على موقع قاعدة بيانات الفيلم (الإنجليزية)
- ديف جويلز على موقع كينوبويسك (الروسية)